# Euproctis squamiplaga
Euproctis squamiplaga är en fjärilsart som beskrevs av Walker 1869. Euproctis squamiplaga ingår i släktet Euproctis och familjen tofsspinnare. Inga underarter finns listade i Catalogue of Life.